# Fort de Copacabana
El Fort de Copacabana (portuguès: Forte de Copacabana) és una base militar situada al final sud de la platja que defineix el districte de Copacabana, a Rio de Janeiro (Brasil). La base està oberta al públic i conté el Museu de la Història de l'Exèrcit i un fort de defensa costaner que és l'actual Fort de Copacabana.

## Història

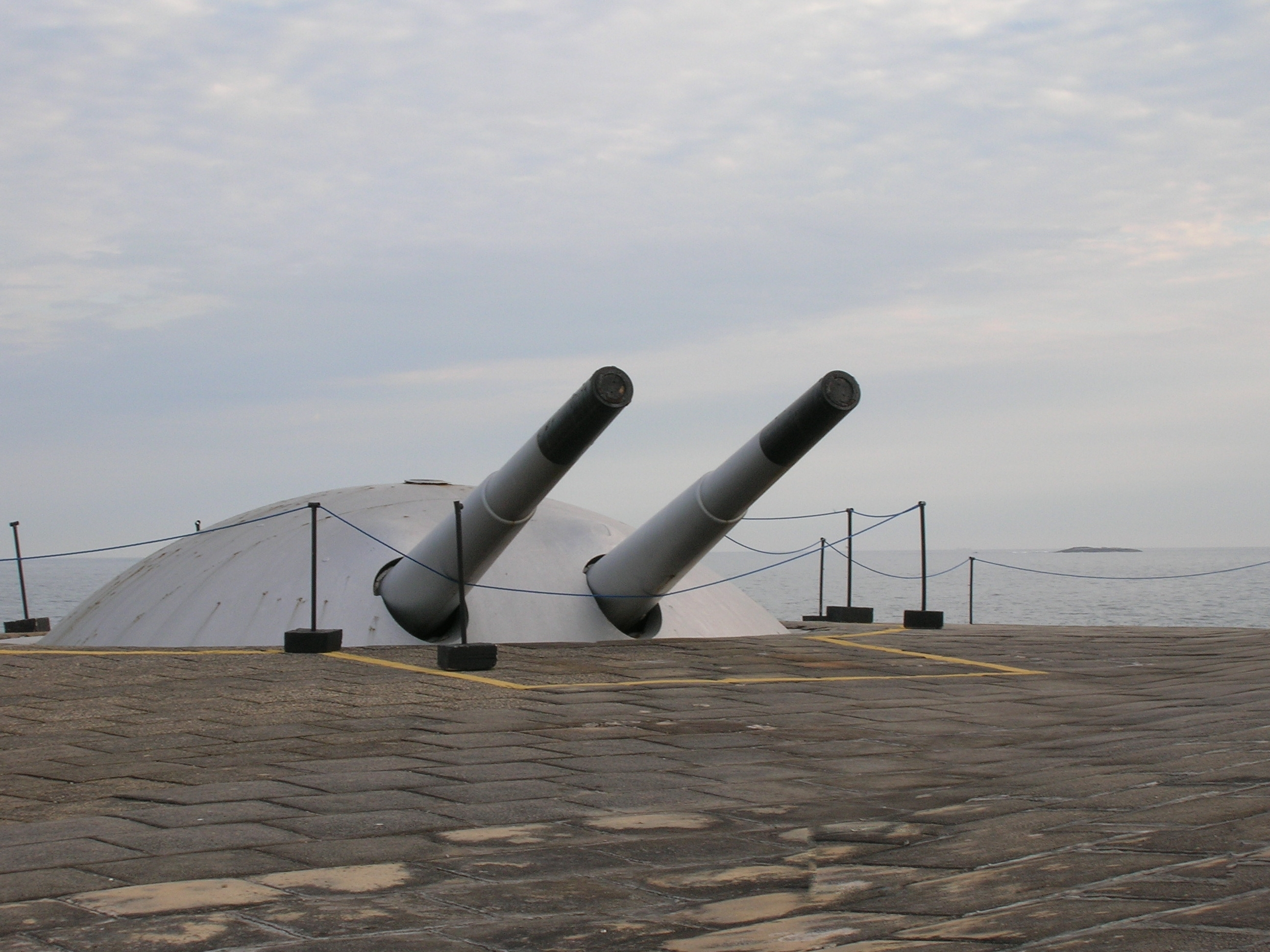
Torreta amb dos canons de 190mm al Fort Copacabana

El fort està ubicat en un cap que al principi contenia una petita capella que contenia un rèplica de la Verge de Copacabana, la patrona de Bolívia. Al 1908, l'exèrcit brasiler va començar a construir un fort de defensa modern per protegir tant la platja de Copacabana, com l'entrada al port de Rio de Janeiro. El fort, es va completar al 1914, i consisteix en dues cúpules blindades, una amb un parell de canons Krupp de 305mm, i l'altre amb un altre parell de canons de 190mm.
La torreta amb els canons de 305mm s'anomena "Duque de Caxias", i els canons tenen el nom de "Barroso" i "Osório". El nom del cúpula amb els canons de 190mm és "André Vidal".
El 5 de juliol de 1922, el fort va ser el punt central de la Revolta dels 18 de Copacabana. Va ser la primera revolta del moviment tenentista, en el context de la Vella República brasilera. Els rebels van girar els canons del fort cap a Rio de Janeiro. Per suprimir la rebel·lió, el govern va portar els cuirassats São Paulo i Minas Geraes. El 6 de juliol, el São Paulo va bombardejar el fort i aquest es va rendir una hora i mitja més tard.
Amb l'extinció de les bateries d'artilleria de la costa, el llavors ministre de l'Exèrcit, general d'Exèrcit Leónidas Pires Gonçalves, va determinar que es creés el Museu Històric de l'Exèrcit a les instal·lacions de Fort de Copacabana. Transformat en centre cultural, hi destaca l'exposició permanent de peces d'artilleria del segle xix i xx.

## Jocs Olímpics de 2016
Durant el Jocs Olímpics de 2016, el fort va ser seu del ciclisme en ruta (inici i arribada), natació a l'aire lliure i triatló.